# مانوهيبتولوز
المانوهيبتولوز (بالإنجليزية: Mannoheptulose)‏ هو مثبط لإنزيم الهكسوكاينيز. وهو سكر سباعي من السكريات الأحادية وهو يحتوي على سبع ذرات كربون. وعن طريق تثبيط إنزيم الهكسوكاينيز فإنه يمنع فسفرة الغلوكوز. كنتيجة لذلك تحطيم الغلوكوز يتم تثبيطه. وهو يوجد بصورة D-مانوهيبتولوز في ثمار الأفوكادو.